# Blumenbachia silvestris
Blumenbachia silvestris är en brännreveväxtart som beskrevs av Eduard Friedrich Poeppig. Blumenbachia silvestris ingår i släktet Blumenbachia och familjen brännreveväxter. Inga underarter finns listade i Catalogue of Life.